# Michael Schulte
Michael Schulte (ur. 30 kwietnia 1990 w Dollerupie) – niemiecki piosenkarz, autor piosenek i gitarzysta, reprezentant Niemiec w 63. Konkursie Piosenki Eurowizji (2018).

## Życiorys

### Wczesne lata
Urodził się w Dollerupie, niewielkim mieście niedaleko Flensburgu. Po ukończeniu nauki w duńskiej szkole Duborg-Skolen w 2009 roku podjął służbę wojskową.

### Kariera
Karierę muzyczną rozpoczynał w 2008 nagrywaniem amatorskich coverów, które publikował w serwisie YouTube. Po jakimś czasie podpisał umowę menedżerską oraz kontrakt płytowy z wytwórnią muzyczną Weinstein Media.

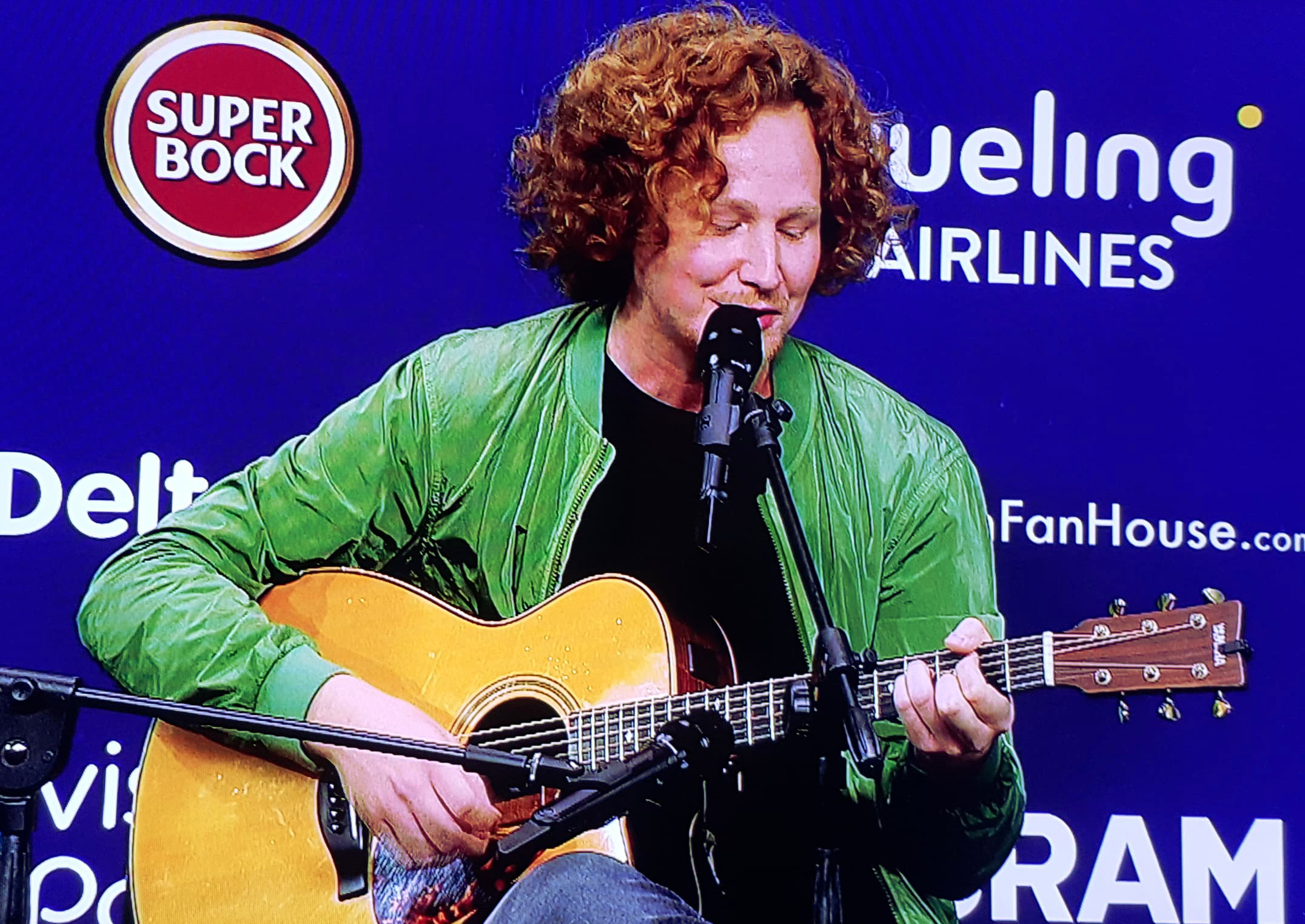
Michael Schulte, 2018

W 2011 wziął udział w pierwszym sezonie programu The Voice of Germany. Podczas „przesłuchań w ciemno” zaśpiewał piosenkę Adele „Set Fire to the Rain” i trafił do drużyny, której mentorem był Rea Garvey. Zakwalifikował się do odcinków na żywo oraz dotarł do finału, w którym zajął trzecie miejsce. W tym samym roku wydał dwa albumy studyjne: All the Waves i Berlin Sessions oraz dwie płyty koncertowe z serii Acoustic Cover. Niedługo później podpisał kontrakt płytowy z niezależną wytwórnią Edel AG, która 28 września 2012 wydała jego debiutancki album studyjny, zatytułowany Wide Awake. Płyta promowana była przez singiel „Carry Me Home”. 21 grudnia tego samego roku zaprezentował kolejną płytę, zatytułowaną Grow Old with Me. 

16 maja 2014 wydał minialbum, zatytułowany Thoughts. 28 kwietnia 2017 wydał nowy album studyjny, zatytułowany Hold the Rhythm. Pod koniec grudnia został ogłoszony jednym z sześciu uczestników niemieckich eliminacji eurowizyjnych Unser Lied für Lissabon, do których zgłosił się z piosenką „You Let Me Walk Alone”, wydaną cyfrowo 20 lutego 2018. 22 lutego wystąpił w finale selekcji i zajął pierwsze miejsce, dzięki czemu został wybrany na reprezentanta Niemiec w 63. Konkursie Piosenki Eurowizji, organizowanym w Lizbonie. 12 maja wystąpił w finale konkursu jako jedenasty w kolejności i zajął czwarte miejsce po zdobyciu 340 punktów w tym 136 punktów od telewidzów (6. miejsce) i 204 pkt od jurorów (4. miejsce). Kilka dni wcześniej, tj. 4 maja wydał jego pierwszy kompilacyjny album, zatytułowany Dreamer. W maju 2020 roku wystąpił w projekcie Eurovision Home Concerts, w którym wykonał „You Let Me Walk Alone” i cover kompozycji „Together” irlandzkiego piosenkarza Ryana O’Shaughnessy’ego. 16 maja 2020 wystąpił w koncercie Światło dla Europy, który był transmitowany z Hilversum i został zorganizowany w zastępstwie 65. Konkursu Piosenki Eurowizji. Wspólnie z Ilse DeLange wykonał zwycięski utwór z 27. Konkursu Piosenki Eurowizji Ein Bissen Frieden.

### Życie prywatne
Jest związany z Kathariną Mayer, z którą ma syna Luisa (ur. 17 sierpnia 2018).

## Dyskografia

### Albumy studyjne
- All the Waves (2011)
- Berlin Sessions (2011)
- Wide Awake (2012)
- My Christmas Classics (2013)
- The Arising (2014)
- Hold the Rhythm (2017)
- Highs & Lows (2019)
- Remember Me (2023)

### Albumy kompilacyjne
- Dreamer (2018)

### Albumy koncertowe
- Acoustic Cover, Vol. 1 (2011)
- Acoustic Cover, Vol. 2 (2011)
- Acoustic Cover, Vol. 3 (2012)

### Minialbumy (EP)
- Grow Old with Me (2012)
- Thoughts (2014)

### Single
- 2010 – „Soul Traveler”
- 2011 – „She”
- 2011 – „Tears”
- 2011 – „Good Times”
- 2012 – „Carry Me Home”
- 2012 – „Jump Before We Fall”
- 2012 – „You Said You’d Grow Old with Me”
- 2014 – „Rock and Scissors”
- 2014 – „The Maze”
- 2016 – „Money on Me” (oraz Møtions)
- 2017 – „End of My Days”
- 2017 – „Falling Apart”
- 2018 – „You Let Me Walk Alone”
- 2018 – „Never Let You Down”
- 2018 – „The Love You Left Behind”
- 2019 – „Back to the Start”
- 2019 – „All I Need”
- 2020 – „Keep Me Up”
- 2020 – „Wrong Direction” (oraz Ilse DeLange)
- 2020 – „For a Second”
- 2021 – „Stay”
- 2021 – „Bye Bye Bye” (oraz YouNotUs)
- 2021 – „Here Goes Nothing”
- 2022 – „Remember Me”
- 2022 – „With You”
- 2022 – „More to This Life” (oraz Max Giesinger)
- 2023 – „Waterfall” (oraz R3hab) – platynowa płyta w Polsce[18]
- 2023 – „Dir gehört mein Herz” (oraz Giraffenaffen)
- 2023 – „Better Me” (oraz R3hab)
- 2024 – „If You Love Me” (oraz Norma Jean Martine)
- 2024 – „Troublemaker” (oraz Lumix i Paradigm)
- 2024 – „Beautiful Reason”
- 2024 – „Broken Sunshine”
- 2025 – „Afterlife”